# Barão de Paulo Cordeiro
Barão de Paulo Cordeiro é um título nobiliárquico criado por D. Luís I de Portugal, por Decreto de 2 de Junho de 1887, em favor de Adelaide de Sousa Pereira Cordeiro de Araújo e Sequeira.
Titulares
1. Adelaide de Sousa Pereira Cordeiro de Araújo e Sequeira, 1.ª Baronesa de Paulo Cordeiro.